# Labuhan Tangga Baru
Labuhan Tangga Baru is een bestuurslaag in het regentschap Rokan Hilir van de provincie Riau, Indonesië. Labuhan Tangga Baru telt 1224 inwoners (volkstelling 2010).